# Carsten
Carsten ist als männlicher Vorname die nordische/plattdeutsche Form von Christian. Die Namensvariante Kersten ist hingegen für beide Geschlechter gebräuchlich.
Der Vorname kommt vom lateinischen christianus sowie vom griechischen christianos (χριστιανος), Christ beziehungsweise christlich, was von Christós (Χριστός) abgeleitet ist. Das griechische Christos entspricht wiederum dem hebräischen maschiach (משיח), Messias, was bezogen auf Jesus Christus der Gesalbte bedeutet.
Als Ableitung von Christian wird Carsten auch als „In Christus fest, ein Fels in Christus“ gedeutet.

## Namenstag
14. Mai

## Varianten
- Carstens
- Karsten
- Karstens
- Kersten

## Namensträger

### Vorname
- Carsten Aschmann (* 1965), deutscher Filmemacher, Videokünstler, Autor, Filmeditor und Filmproduzent
- Carsten Breuer (* 1964), deutscher Offizier, Generalinspekteur der Bundeswehr
- Carsten Burhop (* 1973), deutscher Historiker
- Carsten Busch (* 1963), deutscher Hochschullehrer
- Carsten Byhring (1918–1990), norwegischer Schauspieler
- Carsten Carstensen (* 1962), deutscher Mathematiker und Hochschullehrer
- Carsten Colpe (1929–2009), deutscher Religionswissenschaftler, Neutestamentler und Iranist
- Carsten Dahl (* 1967), dänischer Jazz-Pianist
- Carsten Eggers (1958–2021), deutscher Bildhauer und Maler
- Carsten Eisenmenger (* 1967), deutscher Fußballspieler und -trainer
- Carsten Frerk (* 1945), deutscher Politologe, Journalist und Autor
- Carsten Gliese (* 1965), deutscher Fotograf und Künstler
- Carsten Gossmann (1974–2024), deutscher Eishockeytorwart
- Carsten Heusmann (1969–2015), deutscher Musiker, Komponist und Musikproduzent
- Carsten Hübner (* 1969), deutscher Politiker (PDS)
- Carsten Jancker (* 1974), deutscher Fußballspieler
- Carsten Joh (* 1963/64), deutscher Pokerspieler
- Carsten Keller (* 1939), deutscher Hockeyspieler und Olympiasieger
- Carsten Klingemann (* 1950), deutscher Soziologe und Hochschullehrer
- Carsten Klook (* 1959), deutscher Schriftsteller
- Carsten Knop (* 1969), deutscher Journalist und Autor
- Carsten Lenz (* 1970), deutscher evangelischer Kirchenmusiker, Komponist und Organist
- Carsten Lepper (* 1975), deutscher Sänger und Schauspieler
- Carsten Lekutat (* 1971), deutscher Fernseharzt und Medienunternehmer
- Carsten Linnemann (* 1977), deutscher Politiker (CDU)
- Carsten Maschmeyer (* 1959), deutscher Finanzunternehmer
- Carsten Mohren (1962–2017), deutscher Musiker, Produzent und Komponist
- Carsten Müller (* 1970), deutscher Politiker (CDU)
- Carsten Netz (* 1971), deutscher Jazz- und Fusionmusiker
- Carsten Nicolaisen (1934–2017), deutscher evangelischer Theologe und Kirchenhistoriker
- Carsten Niebuhr (1733–1815), deutscher Mathematiker, Kartograf und Forschungsreisender
- Carsten Ovens (* 1981), deutscher Politiker (CDU)
- Carsten Pörksen (* 1944), deutscher Politiker (SPD)
- Carsten Ramelow (* 1974), deutscher Fußballspieler
- Carsten Sawosch (* 1968), deutscher Politiker (Piratenpartei)
- Carsten Schneider (* 1976), deutscher Politiker (SPD)
- Carsten Spengemann (* 1972), deutscher Schauspieler und Fernsehmoderator
- Carsten Spohr (* 1966), deutscher Manager
- Carsten Stahl (* 1972), deutscher Privatdetektiv und Schauspieler
- Carsten Thomassen (* 1948), dänischer Mathematiker
- Carsten Thurau (* 1967), deutscher Journalist
- Carsten Ubbelohde (* 1962), deutscher Zahnarzt und Politiker (AfD)
- Carsten Vauth (* 1980), deutscher Filmregisseur, Produzent und Drehbuchautor
- Carsten Volquardsen (1902–1941), deutscher politischer Funktionär und SA-Führer
- Carsten Waltjen (1814–1880), deutscher Unternehmer und Mitgründer der Werft AG Weser
- Carsten Watzl (* 1971), deutscher Immunologe
- Carsten Wolters (* 1969), deutscher Fußballspieler
- Carsten Zelle (* 1953), deutscher germanistischer Literaturwissenschaftler
- Carsten Zimmermann (* 1968), deutscher Autor
- Carsten Zornig (* 1953), deutscher Chirurg
- Carsten Zündorf (* 1968), deutscher Kirchenmusiker

### Familienname
- Albert Carsten (1859–1943), Architekt und Hochschullehrer in Danzig
- Catarina Carsten (1920–2019), österreichische Schriftstellerin
- Francis L. Carsten (1911–1998), deutsch-britischer Historiker
- Peter Carsten (1928–2012), deutscher Schauspieler
- Mies Callenfels-Carsten (1893–1981), niederländische Malerin und Zeichnerin
- Rudolf Carsten (1880–1954), deutscher Nutzpflanzenzüchter